# Liana Bortolon
Aureliana Bortolon, detta Liana (Feltre, 13 aprile 1923 – Milano, 24 marzo 2020) è stata una critica d'arte e giornalista italiana.

## Biografia
Figlia del geometra libero professionista Aldo e di Teresa Sernaglia, dopo l'esame di maturità classica a Belluno si iscrisse nel 1941 all'Università Cattolica del Sacro Cuore di Milano e si laureò nel 1947 in Lettere moderne con una tesi sull'età barocca.

## Lotta partigiana
Dopo il 25 luglio 1943, rientrò a Feltre. Durante i venti mesi della Resistenza antifascista feltrina partecipò come staffetta all'attività partigiana. Faceva riferimento al gruppo organizzato del monsignor Giulio Gaio e del tenente colonnello Angelo Giuseppe Zancanaro. Agì secondo le indicazioni dei suoi amici sacerdoti: don Giovanni Paoletti (preside delle locali scuole magistrali) e don Luigi Feltrin (cappellano militare e insegnante di religione).
Era cugina del comandante partigiano Luigi Bortolon “Toti”, figlio di Annibale, il rappresentante dei liberali nel CLN feltrino. Il 19 giugno del 1944, nella tragica “Notte di Santa Marina”, assistette all'assassinio da parte dei nazi-fascisti dell'ingegner Vendrami, suo vicino di casa. Tra le altre tragedie che la coinvolsero in quel periodo fu il 5 agosto la fucilazione di Alvaro Bari che conosceva perché era il fidanzato di “Pupa” Banchieri (Maria Angela), sua amica d'infanzia, e in ottobre la deportazione dello zio Annibale Bortolon nei lager di Bolzano e di Dachau.

## Critica d'arte
Finita la guerra si trasferì a Milano. Nel 1953 si iscrisse all'albo dei pubblicisti e fino al 1955 collaborò, con note su arte e letteratura, con il quotidiano cattolico L'Italia, giornale che nel 1968 si fonderà nell'attuale Avvenire.
Lavorò per la casa editrice Vita e Pensiero alle dirette dipendenze di padre Agostino Gemelli, rettore dell'Università Cattolica di Milano.
Dal 1957 al 1959 tenne una pagina di critica d'arte sulla rivista Gente.
Dal 1960 entrò a far parte della redazione di Grazia, la rivista della casa editrice Mondadori, e vi rimase fino al 1993. Per Grazia scrisse oltre 800 articoli d'arte, interviste, recensioni e corrispondenze da Londra, New York, Parigi, San Francisco.
Nel 1967 entrò nell'ordine dei giornalisti e collaborò anche con il Catalogo Bolaffi e con le riviste Epoca, Panorama, Arte.
Tra le sue pubblicazioni monografie che spaziano dai grandi classici (Raffaello, Leonardo, Tiziano) ai maestri del '900 (Annigoni, Cascella, Fiume, Gentilini, Messina, Morlotti, Sassu ...) Sull'amico Massimo Campigli scrisse per Mondadori "Campigli e il suo segreto". Nel 2012 le venne dedicata una tesi di laurea basata sulla documentazione donata da Liana Bortolon alla Galleria Rizzarda di Feltre. La raccolta è stata realizzata lungo gli anni della sua attività professionale a seguito delle sue frequentazioni con gli artisti e fa parte di un Fondo più ampio che contiene anche i materiali collegati alla raccolta con corrispondenze epistolari, cataloghi e monografie su vari artisti e fotografie.

## Ultimi anni
Dopo essersi ritirata dalla professione decise di donare all'Università Cattolica di Milano la sua biblioteca (circa 3000 volumi e la sua corrispondenza) e alla città di Feltre un centinaio di opere d'arte per la Galleria d'arte Carlo Rizzarda.
È deceduta nella sua casa di Milano a 97 anni.

## Nel Soroptimist
Nel 1987 entrò nel Soroptimist club Milano alla Scala dove restò fino ai suoi ultimi anni.
Per il Soroptimist organizzò una gita a Feltre per una visita alla sua collezione d'arte alla Galleria Carlo Rizzarda.
Il club ha voluto ricordare Liana dopo la sua morte con un documentarioche ripercorre i passaggi salienti della sua vita e che è stato donato alla Galleria Rizzarda per accompagnare i visitatori nelle sale dedicate alla sua collezione.

## Scritti
Di seguito un elenco non completo:
- Raffaello – Milano – Mondadori – 1965
- Capire la pittura moderna – Milano – A. Mondadori – 1966
- Leonardo – Milano – Mondadori – 1966
- Leonard de Vinci – Paris – Dargaud S.A. – 1967
- Tiziano – Milano – Mondadori – 1967
- I maestri italiani del '900 – Milano – A. Mondadori – 1971
- Morlotti – Milano – Istituto d'arte Mondadori – 1974
- Giuseppe Ajmone – Milano – Istituto d'arte Mondadori – 1974
- Sassu – Milano – Istituto d'arte Mondadori – 1975
- Messina – Milano – Istituto d'Arte Mondadori – 1975
- Gentilini – Milano – Istituto d'Arte Mondadori – 1975
- Annigoni – Milano – Istituto d'arte Mondadori – 1976
- Greco – Milano – Istituto d'Arte Mondadori – 1976
- Fiume – Milano – Istituto d'arte Mondadori – 1976
- Fazzini – Milano – Istituto d'arte Mondadori – 1977
- Virgilio Guidi – Milano – A. Mondadori – 1978
- Valenti Fernando – Milano – Galleria Il Cannocchiale – 1980
- Cascella Michele – Campione d'Italia – Galleria Civica – 1981
- Il mio tempo di guerra, in Giovanni Perenzin (a cura di), Comunisti e cattolici nella Resistenza feltrina, Belluno, Isbrec, 2005, pp. 193-194; 204.